# Estefan Cortes-Vargas
Estefan Cortes-Vargas (Colômbia, 1991) é uma pessoa canadense nascida na Colômbia que atua em administração sem fins lucrativos e foi eleita para a Assembleia Legislativa de Alberta, na eleição geral de 2015, representando o distrito eleitoral de Strathcona-Sherwood Park, pelo Novo Partido Democrático de Alberta. Após a eleição, Estefan se tornou uma das três primeiras pessoas LGBT eleitas para a legislatura de Alberta, ao lado dos colegas de caucus Michael Connolly e Ricardo Miranda. Também foi a primeira pessoa colombiana-canadense a se tornar MLA e também a primeira abertamente trans, não binária e queer do Canadá, e também a liderança mais jovem do governo em Alberta (24 anos), marcando uma série de estreias históricas na política canadense.

## Eleições e cobertura da mídia
Durante a campanha eleitoral, a cobertura da mídia representou Estefan Cortes-Vargas como mulher e lésbica, em dezembro de 2015,  durante seu mandato na legislatura, Estefan veio a público para declarar-se formalmente como uma pessoa não binária. Este anúncio coincidiu com seu papel no co-patrocínio de um projeto de lei e sua participação no debate sobre a inclusão dos direitos dos transgêneros no código provincial de direitos humanos. Enquanto o Hansard provincial, que tradicionalmente relata os discursos dos membros sob os honoríficos de gênero "Sr." ou "Sra.", adaptou-se a essa mudança referindo-se a Cortes-Vargas como "Membro Cortes-Vargas". Essa mudança marcou a Legislatura de Alberta como a primeira no Canadá a incluir honoríficos não-genéricos, refletindo uma mudança significativa nas práticas legislativas em direção à inclusão.

## Advocacia comercial e empresarial
Estefan Cortes-Vargas tem defendido ativamente o comércio internacional e o desenvolvimento empresarial. Como presidente do comitê de relações Canadá-EUA em 2017-18 no Conselho de Governos Estaduais, desempenhou um papel significativo no fomento das relações comerciais transfronteiriças. Seus esforços foram particularmente focados no fortalecimento dos laços econômicos e no apoio a iniciativas empresariais locais. O trabalho de Estefan nessa função também envolveu uma colaboração estreita com câmaras de comércio locais, contribuindo para o apoio e crescimento de startups. Este período marcou uma contribuição significativa para o diálogo comercial internacional e o desenvolvimento econômico local. Estefan optou por não concorrer nas eleições gerais de Alberta em 2019.

## Afiliações organizacionais
De 2019 até julho de 2020, Cortes-Vargas atuou na direção executiva do Pride Centre de Edmonton. Desde 2020, está na vice-presidência da Enchanté Network, uma coalizão de organizações comunitárias 2SLGBTQ+ em todo o Canadá. Em setembro de 2022, começou a estudar na Faculdade de Direito da Universidade de Saskatchewan, em Saskatoon, tendo se formado com um certificado em negócios, em 2022. Em 2023, Estefan Cortes-Vargas recebeu o Prêmio Signature Research Area por seu trabalho em "Equidade Trans para E-Saúde" no Simpósio de Graduação da Universidade de Saskatchewan, demonstrando seu compromisso com a equidade em saúde dentro da comunidade 2SLGBTQ+.